# Inchview
Das Inchview war ein Fußballstadion in Whiteinch, einem Stadtteil der schottischen Stadt Glasgow, nördlich des River Clyde.
Von den 1870er Jahren bis 1885 war es die Heimspielstätte des Fußballvereins FC Partick und von 1885 bis 1897 von Partick Thistle.

## Hintergrund und Geschichte

### FC Partick (1875–1885)
Der FC Partick wurde am 23. März 1875 als Partick Cricket and Football Club gegründet. Es wurde im selben Jahr ein Vereinskomitee eingesetzt, um ein geeignetes Gelände für eine Heimspielstätte zu finden. Das Gelände wurde schließlich an der Dumbarton Road gefunden und als „Whiteinch“ aufgeführt, das noch erschlossen werden musste und das als „sehr gut für die Ausübung von Cricket und Fußball geeignet“ sei. Es scheint, dass dies derselbe Ort war wie Inchview, das in dem Stadtbezirk Whiteinch lag. Die Ortsbezeichnung Whiteinch geht auf den früheren Status von „Whyt Inch“ als Insel am Fluss Clyde zurück, bevor dieser künstlich verbreitert wurde, wobei das abgetragene Erdreich zur Verbindung der Insel mit dem Festland genutzt wurde. Der Aufbau des Spielfelds dauerte etwas länger als erwartet, aber am 22. Mai 1875 berichtete eine Zeitung, dass das Spielfeld eingezäunt und in Ordnung gebracht worden sei und dass für den 5. Juni 1875 ein Eröffnungsspiel in Whiteinch angesetzt sei. Berichte über Spiele in diesem Sommer sind lückenhaft. Ihr erstes bekanntes Spiel fand am 18. September 1875 gegen die Ramblers statt, die mit 3:0 gewannen. Eine Woche später kam auch der FC Eastern nach Whiteinch und gewann mit 6:1. Als Partick 1877 gegen den englischen Klub FC Darwen spielte, wurde der Austragungsort der Spiele in Glasgow als „Inchview“ angegeben, und es kann davon ausgegangen werden, dass es spätestens von da an ihr reguläres Heimstadion war. Die Scottish Football League musste noch gegründet werden, aber Partick nahm ab der Saison 1875/76 am schottischen Pokal teil.
Ein lokaler Rivale trat in der Mitte der 1880er Jahre in Gestalt von Partick Thistle auf, der nach seiner Gründung im Jahr 1876 zunächst auf öffentlichen Plätzen im Overnewton Park in der Nähe des Kelvingrove Parks spielte, gefolgt vom Jordanvale Park von 1880 bis 1883 und dem Muir Park der am Ende der Saison 1884/85 verkauft wurde. Der Muir Park lag auch ganz in der Nähe von Hamilton Crescent, dem Cricketplatz und Austragungsort der meisten wichtigen frühen Spiele in Schottland, darunter das erste Länderspiel in der Geschichte des Fußballs überhaupt im Jahr 1872.
Im Sommer 1885 wurde bekannt gegeben, dass der FC Partick nicht mehr existiere und Partick Thistle als Mieter in das Inchview einziehen würde. Obwohl dies nicht als Fusion oder Übernahme bezeichnet wurde, geschah genau das.

### Partick Thistle (1885–1897)
Partick Thistles erstes Spiel an der neuen Heimspielstätte im Inchview war ein Freundschaftsspiel gegen den FC Abercorn am 22. August 1885, das mit 4:4 endete. Das Stadion war Austragungsort eines Spiels im englischen FA Cup, an dem damals auch Vereine aus den anderen Heimatnationen teilnahmen – Thistle besiegte die Fleetwood Rangers in der Saison 1886/87 mit 7:0. Der Besucherrekord wurde 1887 aufgestellt als 8.000 Zuschauer einen 2:1-Sieg im schottischen Pokal über die Glasgow Rangers sahen. Inchview war auch die Heimat des Vereins während seiner beiden Saisons im Wettbewerb der Scottish Football Alliance (1891 bis 1893), und während seiner ersten vier Jahre in der Scottish Football League Division Two (1893 bis 1897). Das erste Spiel in der Scottish Football League war eine 0:3-Niederlage gegen Abercorn am 26. August 1893. Am 10. März 1894 wurde im Inchview der Rekordsieg in der schottischen Liga verzeichnet, als Partick Thistle den FC Thistle mit 13:1 besiegte. Der Rekord hielt nur ein Jahr lang und wurde vom Airdrieonians FC übertroffen, der mit 15:1 gegen die Dundee Wanderers gewann.
Im Jahr 1896 geriet der Zustand des Spielfelds und der Einrichtungen in Inchview heftig in die Kritik, und der Verein erzielte auswärts regelmäßig bessere Ergebnisse als zu Hause. Da der Pachtvertrag für das Land nur kurzfristig war, konnte Thistle aufgefordert werden es kurzfristig zu räumen. Zu diesem Zweck suchte der Verein nach einem neuen Gelände und fand einen geeigneten Standort mit dem Meadowside am Ufer des Clyde näher am Zentrum von Partick. Das letzte Pflichtspiel in Inchview war ein 2:0-Sieg über den FC Kilmarnock. Zu Freundschaftsspielen, die vor dem Abschluss des Wechsels ins Meadowside in Inchview ausgetragen wurden, gehörte ein 4:3-Sieg über die Blackburn Rovers.

### Spätere Nutzung
Später wurden auf dem Gelände von Inchview Mietshäuser sowie die Ferryden Street errichtet, die zum Anlegepunkt der Whichinch-Linthouse-Fähre über den Clyde führte. Dies wiederum wurde zur Trasse des Clyde-Tunnels, der 1963 fertiggestellt wurde und dessen nördliche Einfahrt fast den gleichen Punkt wie das Stadion einnahm.